# Montesquieu-Avantès

Montesquieu-Avantès este o comună în departamentul Ariège din sudul Franței. În 1 ianuarie 2022 avea o populație de 261 de locuitori.